# Carlisle (Ohio)
Pour les articles homonymes, voir Carlisle (homonymie).
Carlisle est une ville américaine située dans les comtés de Warren et de Montgomery, dans l'Ohio. Selon le recensement de 2010, sa population est de 4 915 habitants.